# Српска православна црква Ваведење Богородице у Стапару
Српска православна црква Ваведење Богородице у Стапару, у општини Сомбор, подигнута је 1776. године. Црква  представља непокретно културно добро као споменик културе од великог значаја.
Православна црква у Стапару је посвећена Ваведењу пресвете Богородице, подигнута је на месту старијег храма од набоја. Изграђена је као грађевина једнобројне основе, са полигоналном олтарском апсидом, наглашеним певничким просторима и засведен полуобличастим сводом. Из западне фасаде извире висок барокни звоник фланкиран зидовима забата.
Раскошна иконостасна резбарија рад је анонимног аутора, солидног знања и знатног искуства. Сликану декорацију је извео Јаков Орфелин. Године 1856. црквени оци и први људи стапарски су издали за јавност писмено саопштење о украшавању цркве. Академски живописац из Новог Сада, Павле Чортановић је унутрашњост храма успешно фреско осликао и мермером украсио. Посведочили су то: Стефан Рацков кнез, Јован Ђуричић бележник и сва три пароха стапарска - Јован Поповић, Петар Поповић и Орестија Силашки. Приликом обнове цркве 1898. године ангажован је Људевит Штајнер, декоратер из Сомбора. Али тек после обимног чишћења 1953. године могао се утврдити квалитет стапарских слика и њихово место у развоју барока код Срба.